# John McNally (Tennisspieler)
John McNally (* 18. Oktober 1998 in Cincinnati, Ohio) ist ein US-amerikanischer Tennisspieler. Seine jüngere Schwester Catherine McNally (* 2001) ist ebenfalls als Tennisprofi aktiv.

## Werdegang
McNally begann mit drei Jahren das Tennisspielen und er wird seitdem von seinem Vater trainiert.
Auf der Junioren-Tour spielte er erstmals 2013; ab 2015 regelmäßig. Er konnte 2016 in Wimbledon das Achtelfinale erreichen sowie im Doppel das Viertelfinale der French Open. Mitte Oktober erreichte er mit Rang 13 seine beste kombinierte Weltranglistenposition.
Auf der Profitour spielte McNally erstmals Mitte 2015 bei einem Future-Turnier und scheiterte in der ersten Runde. Eine Woche später stieß er bei einem weiteren Future bis ins Viertelfinale, womit er sich erstmals in Tennisweltrangliste platzierte. Für das Turnier der höher dotierten ATP Challenger Tour in Columbus, Ohio, nahe seiner Heimat, erhielt er eine Wildcard, scheiterte jedoch erneut in der Auftaktrunde. Am Saisonende 2015 stand er im Einzel auf dem 1579. Rang.
2016 konnte er sich kaum verbessern. Erneut spielte er nur wenige Turniere und konnte nie mehr als ein Spiel in Folge gewinnen. Im Doppel erreichte er immerhin ein Future-Finale im September, außerdem zog er im Doppel des Challengers in Columbus erstmals in ein Viertelfinale ein. Der Höhepunkt der Saison war jedoch seine Premiere bei einem Grand-Slam-Turnier. Für die Doppelkonkurrenz der US Open erhielt er mit seinem Partner J. J. Wolf, mit dem er meist zusammen spielt, eine Wildcard. Sie unterlagen in der Auftaktrunde den späteren Viertelfinalisten Chris Guccione und André Sá mit 4:6, 4:6. Während er zum Saisonabschluss im Einzel weiterhin außerhalb der Top 1000 platziert war, ist sein bestes Ranking im Doppel ein 976. Rang.